# Elia María Martínez

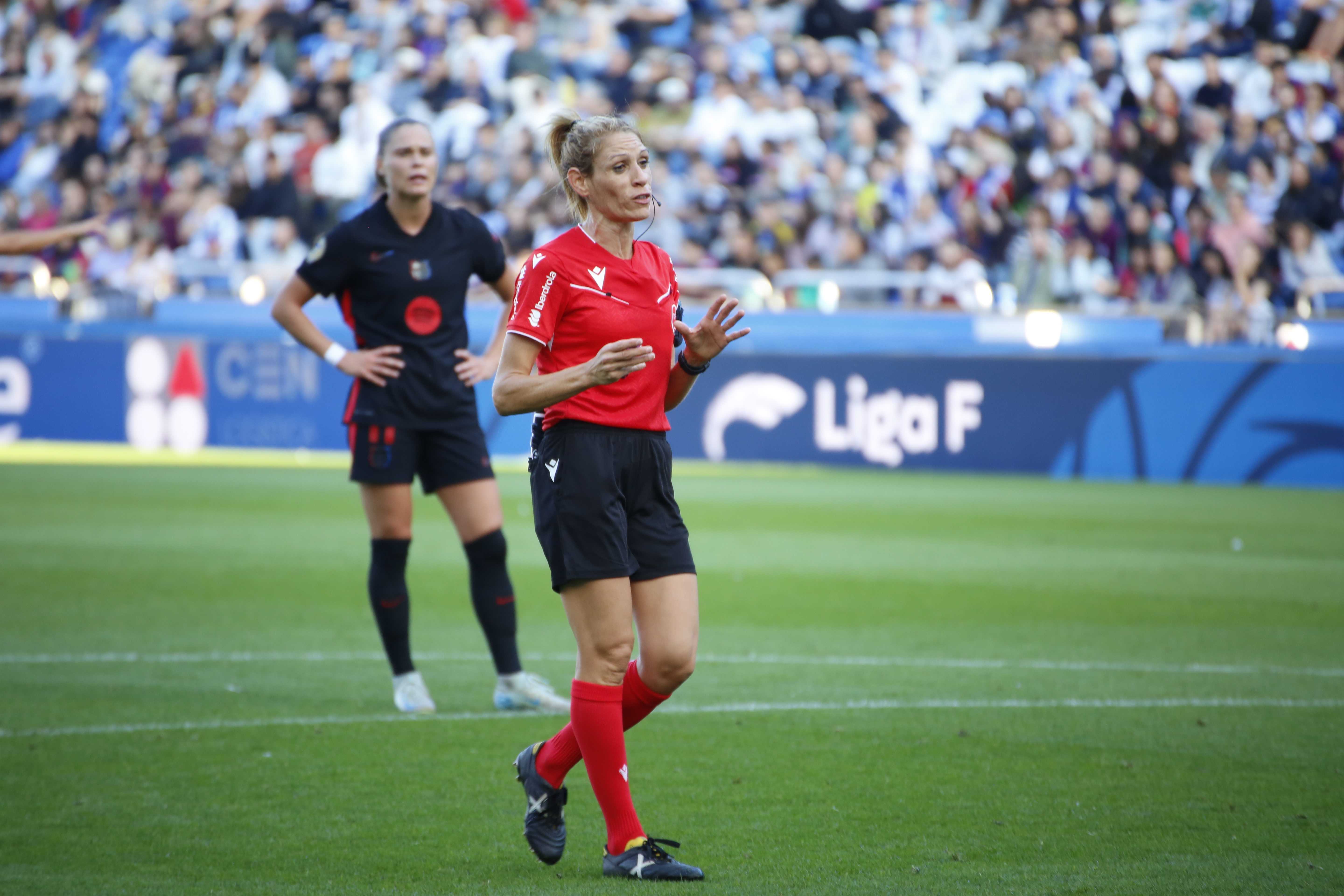
Ewa Pajor und Elia María Martínez (2024)

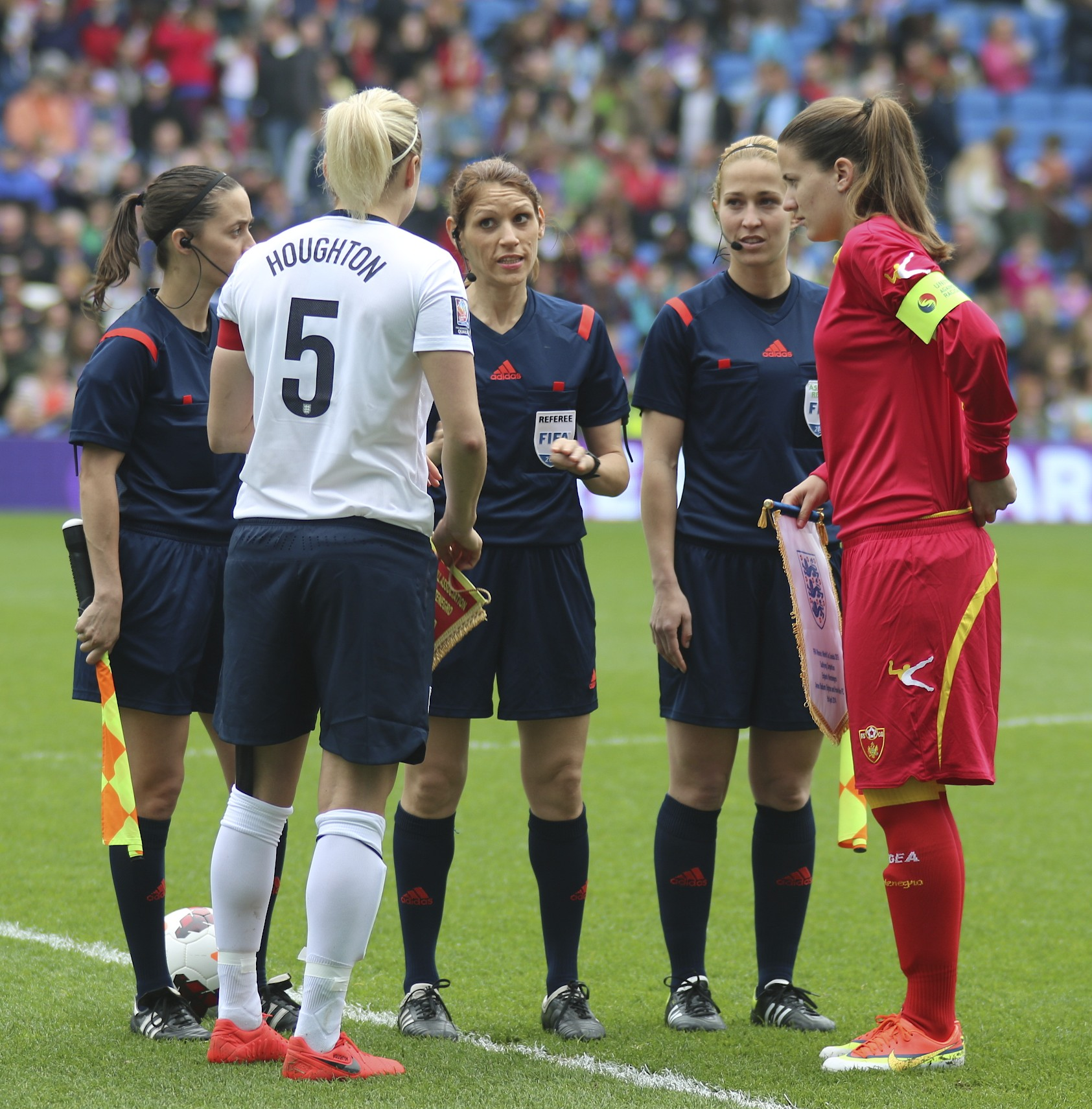
Elia María Martínez (2014, Mitte)

Elia María Martínez Martínez (* 25. Oktober 1979 in Molina de Segura, Provinz Murcia) ist eine spanische Fußballschiedsrichterin.
Martínez Martínez ist seit etwa 1995 Schiedsrichterin. Sie leitet seit der Saison 2017/18 Spiele in der Primera División.
Von 2005 bis 2017 stand sie auf der Liste der FIFA-Schiedsrichter und leitete internationale Fußballpartien, unter anderem in der Women’s Champions League und in der Qualifikation zur Weltmeisterschaft 2015 und 2023.
Martínez arbeitet als Englischlehrerin an weiterführenden Schulen.